# Màdies
Màdies (en grec antic: Μαδυης) va ser un rei escita que va governar al segle vii aC, quan els escites eren a l'Àsia occidental.
Era fill del rei escita Bartatua i de la princesa assíria Serua-eterat, filla d'Assarhaddon. Aliat de l'Imperi Neoassiri, aleshores l'estat més potent de l'Àsia occidental, i que tenia per rei Assurbanipal oncle seu, va portar els escites al màxim poder.
Quan l'Imperi Neoassiri es va començar a desintegrar, Màdies va morir assassinat a mans del rei mede Ciaxares, que va expulsar els escites d'Àsia occidental.

## Antecedents històrics
Als segles VIII i VII aC, hi van haver diversos moviments de les tribus nòmades de l'estepa eurasiàtica, que van desplaçar els escites cap al sud-oest asiàtic. Aquest moviment va començar quan una altra tribu nòmada també d'origen irànic i relacionada amb els escites (potser els massàgetes o els issedons), va emigrar cap a l'oest, obligant els primers escites a desplaçar-se també cap a l'oest creuant el riu Araxes (o el Volga). Els escites entraven al territori dels cimmeris.
Per la pressió escita, els cimmeris van emigrar cap al sud al llarg de la costa de la mar Negra i van arribar a Anatòlia. Els escites més tard van marxar cap al sud, seguint la costa de la mar Càspia fins a arribar a les estepes del Caucas del Nord, des d'on es van desplaçar cap a la regió de l'actual Azerbaidjan, on es van establir i van convertir la Transcaucàsia oriental en el seu centre d'operacions a l'Àsia occidental fins a principis del segle vi aC. Durant aquest període, la seu dels reis escites es trobava a les estepes al nord del Caucas, i el contacte amb les civilitzacions de l'Àsia occidental van tenir una influència important en la formació de la cultura escita.

## Regnat de Màdies
El casament del seu pare amb la princesa assíria Serua-eterat va requerir que Bartatua jurés lleialtat a l'Imperi Assiri i, per tant, els escites eren vassalls dels assiris i els seus territoris pertanyien a l'Imperi. La proximitat dels escites amb Manna i Urartu, va fer que assimilessin les influències de la cultura assíria.

### Conquesta de Mèdia
Quan, després d'un període de decadència assíria durant la dècada del 650 aC, l'altre fill d'Assarhaddon, Xamaix-xuma-ukin, que l'havia succeït com a rei de Babilònia, es va revoltar contra el seu germà Assurbanipal l'any 652 aC, els medes li van donar suport, i Màdies va ajudar a Assurbanipal a reprimir la revolta envaint l'Imperi Mede. El rei mede Fraortes va morir en la batalla contra els assiris o potser contra el mateix Màdies, que va imposar l'hegemonia escita sobre Mèdia durant vint-i-vuit anys en nom dels assiris, començant així un període que els autors grecs van anomenar «el domini escita sobre Àsia». Màdies va estendre l'hegemonia escita als estats d'Urartu i Manna, que van quedar sota la sobirania escita.

### Els cimmeris
Durant el segle vii aC, la major part dels cimmeris feien les seves incursions per Anatòlia, i constituïen una amenaça contra els aliats assiris dels escites, que des del 669 aC estaven governats per l'oncle de Màdies, fill d'Assarhaddon i Esar-hamat, i germà d'Assurbanipal. Els registres assiris de l'any 657 aC fan referència a una conquesta (o potser només una amenaça) de les possessions occidentals de l'Imperi Neoassiri a Síria. Aquestes agressions dels cimmeris preocupaven a Assurbanipal i el feien témer per la seguretat de la frontera nord-oest del seu imperi. L'any 657 aC, els registres assiris parlen del rei cimmeri Ligdamis i li donen el títol de šar-kiššati («Rei de l'Univers»), que només podia portar el rei neoassiri. Sembla que les victòries de Tugdammi contra Assíria van significar que era al menys tan poderós com Assurbanipal, i que li havia usurpat el domini sobre l'Univers, que pertanyia legítimament al rei assiri. Aquesta situació va continuar durant la resta de la dècada de 650 aC i fins a principis de la dècada del 640 aC.
L'any 644 aC, els cimmeris, dirigits per Ligdamis, van atacar el regne de Lídia, van derrotar els lidis i van capturar la capital, Sardes. El rei lidi Giges va morir en la batalla. Després de saquejar Sardes, Ligdamis va envair les ciutats-estat gregues de Jònia i Eòlia a la costa occidental d'Anatòlia. Després, cap al 640 aC, els cimmeris van marxar cap a Cilícia, a la frontera nord-oest de l'Imperi Neoassiri, on Ligdamis es va enfrontar a una revolta contra ell, es va aliar amb Assíria i va reconèixer la supremacia dels assiris. Va enviar tribut a Assurbanipal, a qui va fer un jurament de fidelitat. Ligdamis aviat va trencar aquest jurament i va tornar a atacar l'Imperi Neoassiri, però va caure malalt i va morir l'any 640 aC. El va succeir el seu fill Sandaksatra.
L'any 637 aC, la tribu tràcia dels trers que havia emigrat a través del Bòsfor Traci, va envair Anatòlia, dirigida pel seu rei Kobos i aliats amb els cimmeris de Sandaksatra i els licis, van atacar Lídia durant el setè any del regnat del fill de Giges, Ardis II. L'expedició va derrotar els lidis i va capturar Sardes excepte la seva ciutadella, i Ardis podria haver mort en aquest atac. El fill i successor d'Ardis, Sadiates, també podria haver mort per un altre atac cimmeri a Lidia el 635 aC.
Poc després de l'any 635 aC, amb el beneplàcit d'Assíria i aliats amb els lidis, els escites dirigits per Màdies van entrar a Anatòlia, van expulsar els trers de l'Àsia Menor i van derrotar els cimmeris que ja no van ser més una amenaça. Els escites van estendre el seu domini per l'Anatòlia central. La derrota final dels cimmeris es va dur a terme per les forces conjuntes de Màdies, a qui Estrabó atribueix l'expulsió dels trers i dels cimmeris de l'Àsia Menor, i del fill de Sadiates, el rei Aliates II de Lídia., segons afirmen Heròdot i Poliè.
En el relat de Poliè sobre la derrota dels cimmeris, es llegeix que Aliates II va utilitzar «gossos de guerra» per expulsar-los de l'Àsia Menor. Els grecs explicaven que el terme «gossos de guerra» es referia als joves guerrers escites que, seguint els ritus de pas indoeuropeus, assumien ritualment el paper de guerrers llops o gossos.
El poder escita a l'Àsia occidental va arribar al màxim sota Màdies, i els territoris governats pels escites s'estenien des del riu Halis a Anatòlia a l'oest fins al mar Caspi i les fronteres orientals de Mèdia a l'est, i des de la Transcaucàsia al nord fins a les fronteres al nord de l'Imperi Neoassiri a la banda sud.

## Mort de Màdies
Cap a la dècada del 620 aC, l'Imperi Neoassiri va començar a desfer-se, després de la mort d'Assurbanipal l'any 631 aC. Hi va haver una gran inestabilitat dins de la mateixa Assíria. Nabopolassar, rei de Babilònia es va revoltar contra els assiris el 626 aC, i l'any següent, el 625 aC, Ciaxares, fill de Fraortes de Mèdia i el seu successor, va acabar amb el domini escita convidant als seus dirigents, entre ells a Màdies, a un banquet on els va emborratxar i assassinar a tots.